# Viaduc de la ravine Fontaine
Le viaduc de la ravine Fontaine est un viaduc de l'île de La Réunion, département d'outre-mer français et région ultrapériphérique dans le sud-ouest de l'océan Indien. Il s'agit de l'un des quatre ouvrages exceptionnels construits pour la route des Tamarins, une section récente de la route nationale 1.
L'ouvrage a été conçu par un groupement de maîtrise d'œuvre international comprenant le Bureau d'étude Greisch (Belgique), T Ingénierie (Suisse), Coyne et Bellier et Seti (France). Il a été réalisé par Demathieu & bard et GTOI, filiale de Colas pour le génie civil et Cimolai S.p.A. (Italie) pour la charpente métallique.
Il dispose d'une passerelle de saut à l'élastique.

## Dimensions principales
- Longueur du tablier mixte acier-béton : 198,884 m
- Nombre de pilettes : 11
- Distance entre pilettes aux appuis sur le tablier : 16,74 m
- Largeur du tablier : 20,10 m
- Hauteur du tablier : 1,40 m
- Portée de l'arc : 170 m
- Flèche de l'arc : 22,50 m
- Principales dimensions du caisson trapézoïdal de l'arc :
  - à l'encastrement de l'arc sur les massifs d'appui :

- hauteur : 4,116 m
- largeur : en partie inférieure : 2,048 m, en partie supérieure : 3,357 m
- - à mi-portée de l'arc :

- hauteur : 1,049 m
- largeur : en partie inférieure : 10,298 m, en partie supérieure : 10,677 m

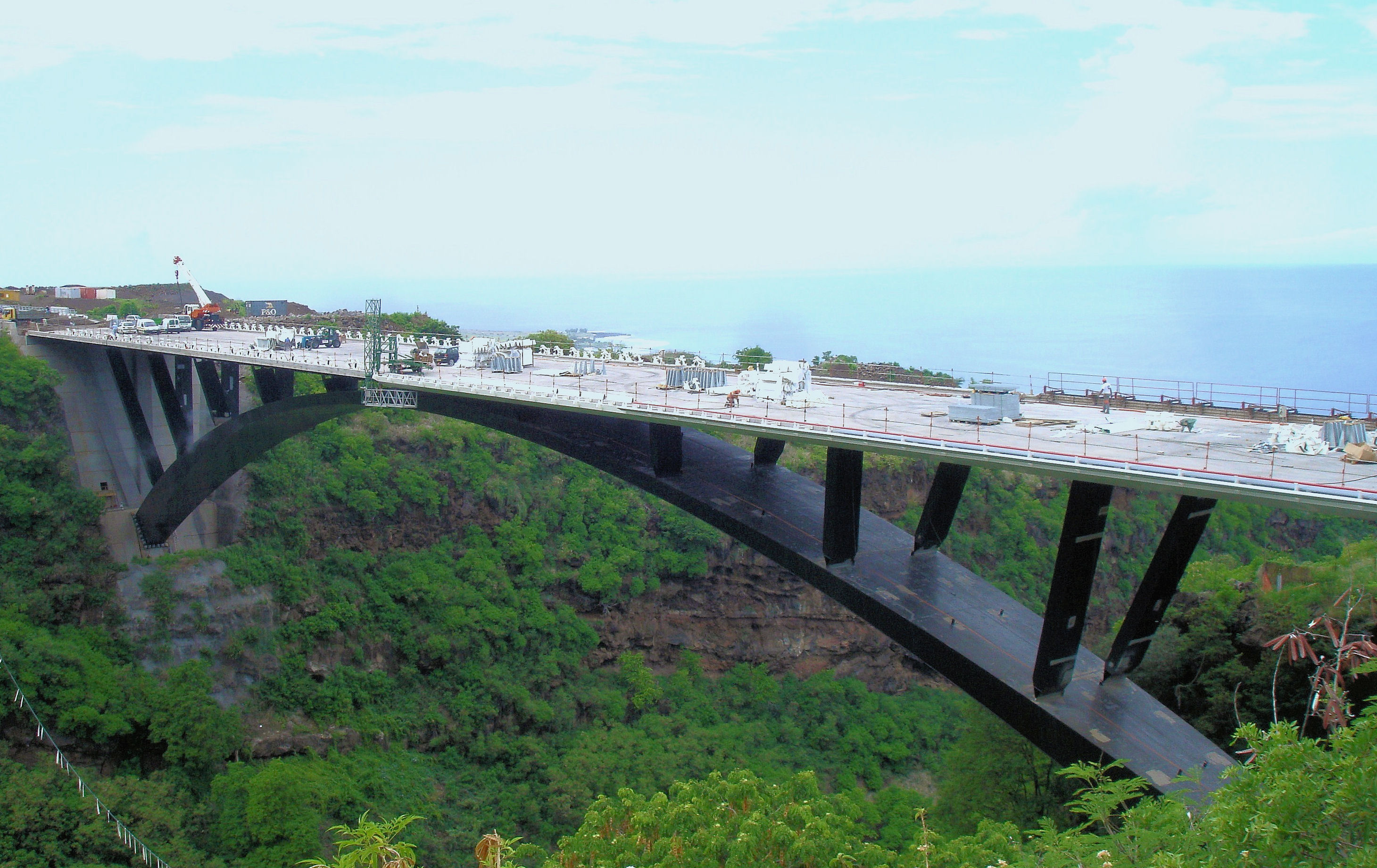
Fin de la construction du tablier
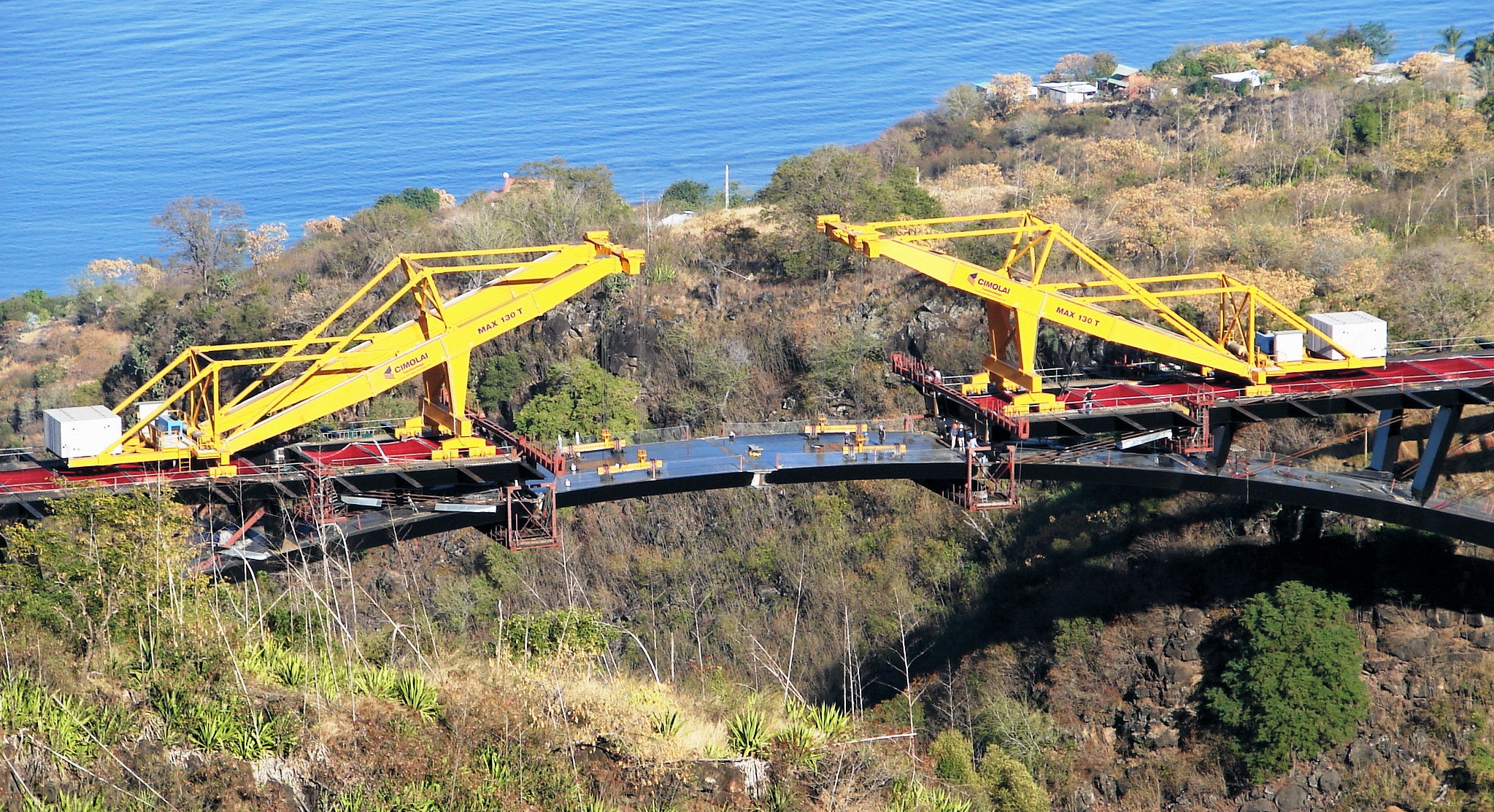
Clavage de l'arc métallique

## Calendrier de l'opération
| Calendrier des différentes phases de conception et de construction |                                                           |
| Date                                                               | Phases                                                    |
| juin - septembre 2000                                              | Concours de conception                                    |
| décembre 2000                                                      | Choix du projet                                           |
| mars 2001 - janvier 2006                                           | Études d'avant-projet - Études du projet - Appel d'offres |
| mai 2006                                                           | Choix du groupement d'entreprises                         |
| août 2006                                                          | Ordre de service pour la préparation du chantier          |
| novembre 2006                                                      | Démarrage des travaux - Terrassements                     |
| juin 2007                                                          | Massif de fondation en rive droite                        |
| septembre 2007                                                     | Massif de fondation en rive gauche                        |
| janvier 2008                                                       | Début du montage de la charpente métallique               |
| septembre 2008                                                     | Fin de la construction de l'arc                           |
| novembre 2008 - janvier 2009                                       | Pose des dalles préfabriquées en béton du tablier         |
| décembre 2008 - janvier 2009                                       | Bétonnage du hourdis du tablier                           |
| mars 2009                                                          | Fin de la construction du viaduc                          |